# Herb Olsztyna (województwo śląskie)

Herb gminy używany do 2009

Herb Olsztyna – jeden z symboli miasta i gminy Olsztyn, ustanowiony 29 grudnia 2009.

## Wygląd i symbolika
Herb przedstawia na tarczy w polu czerwonym złotą koronę, pod nią umieszczony stylizowany wizerunek tronu królewskiego w kształcie złotej litery H, na nim znajduje się złota litera S, będąca inicjałem króla Zygmunta I Starego (Sigismundus), a u dołu złota litera W o niejasnym znaczeniu. Po lewej i prawej stronie tronu znajduje się jedna sześcioramienna złota gwiazda.

## Historia
Zamek w Olsztynie powstał na przełomie XIII i XIV wieku, występował wówczas pod nazwami Holstein, Holsztyn, Olsten i Olstin, stąd początkowo literę H błędnie interpretowano jako inicjał miasta. U stóp zamku powstała osada, która z czasem uzyskała prawa miejskie. Olsztyn używał pieczęci, która stała się podstawą późniejszego herbu. W 1870 miasto zostało pozbawione praw miejskich, a odzyskało je dopiero w 2022. Herb popadł w zapomnienie i dopiero dr Marceli Antoniewicz z obecnej Akademii im. Jana Długosza w Częstochowie opublikowaną w 1984 roku książką Herby miast województwa częstochowskiego przypomniał o jego istnieniu. Nieoficjalny herb, opracowany tak, aby spełniał wymogi sztuki heraldycznej, został przyjęty przez gminę uchwałą nr XXXV/273/09 z dnia 29 grudnia 2009.